# Thomatal
Thomatal è un comune austriaco di 316 abitanti nel distretto di Tamsweg, nel Salisburghese.